# Совјетско-албански раскол
Совјетско-албански раскол био је политички сукоб у годинама 1955-1961.
Раскол у односима настао је након зближавања совјетског лидера Никите Хрушчова и југословенског председника Јосипа Броза Тита, а интензивирао се као резултат политике дестаљинизације која је започела након Хрушчовског „О култу личности и његовим последицама“ на 20. Конгресу КПСС. Албански комунисти на челу са Енвером Хоџом сматрали су да су Хрушчовљеви поступци противни марксистичко-лењинистичкој доктрини. Изложеност Хрушчова према култу личности Јосипа Стаљина албански су лидери сматрали опортунистичким чином који би, према њиховом мишљењу, требало да легитимише ревизионизам у међународном комунистичком покрету. Потпуни прекид односа двеју земаља догодио се у децембру 1961. године на позадини кинеско-совјетски раскола.

## Види jош
- Инцидент у Крфском тјеснацу
- Диверзија против Албаније